# Lammerts Leichen

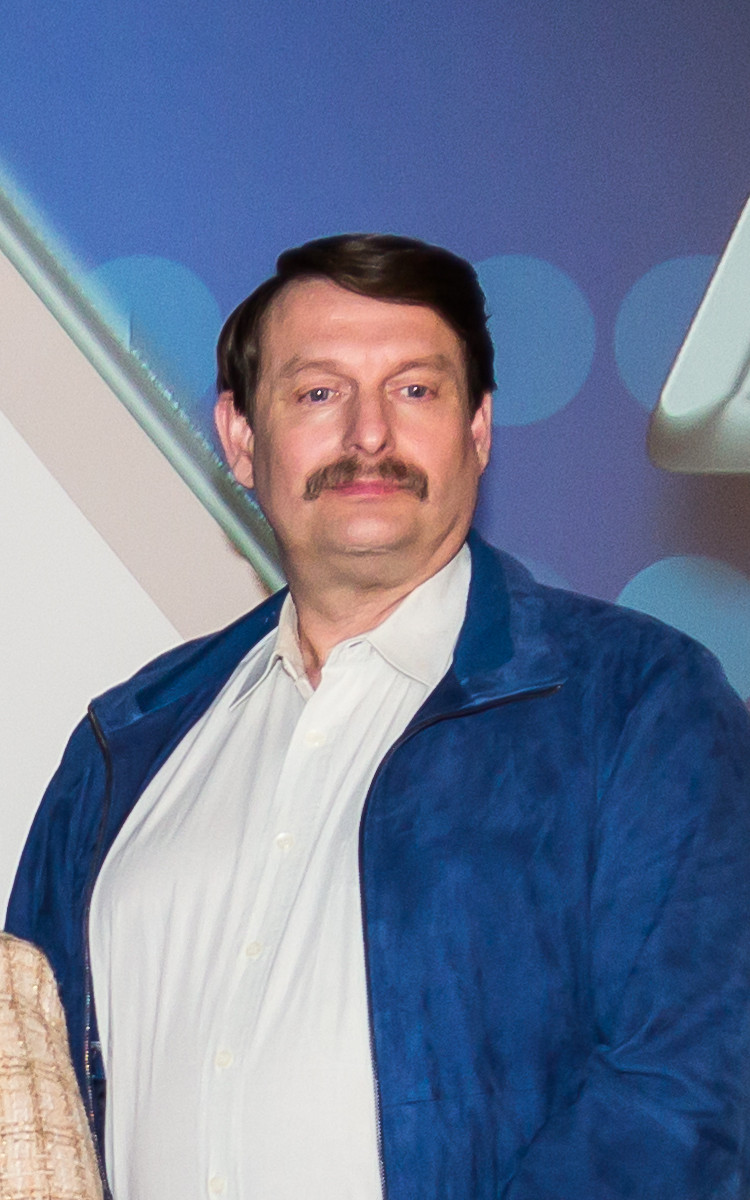
Peter Trabner alias Dr. Falko Lammert

Lammerts Leichen ist eine Mini-Serie zur Krimireihe Tatort, die unter der Marke tatort PLUS online in der ARD Mediathek veröffentlicht wurde. In den circa fünfminütigen Folgen führt der Pathologe des Dresdner Tatort-Teams Dr. Falko Lammert groteske Gespräche – meist mit den Leichen, die er eigentlich obduzieren soll.
Die komplette Handlung findet im Obduktionsraum der Pathologie statt. Neben der Hauptfigur Lammert spielt in jeder Folge ein anderer Schauspieler eine Gastrolle – als Leiche, Institutsmitarbeiter, Hinterbliebener oder in der Folge Jessica als Lammerts gleichnamige Nichte.

## Episodenliste

### Staffel 1
Die erste Staffel war ab 6. November 2017 online verfügbar.
| Nr. (gesamt) | Nr. (Staffel) | Länge | Episodentitel | Gastrolle          |
| ------------ | ------------- | ----- | ------------- | ------------------ |
| 1            | 1             | 5:58  | Victoria      | Katrin Bauerfeind  |
| 2            | 2             | 5:57  | Schulz        | Frank Leo Schröder |
| 3            | 3             | 4:51  | Arslan        | Ercan Durmaz       |
| 4            | 4             | 5:41  | Vanessa       | Katharina Heyer    |
| 5            | 5             | 5:55  | Nick          | Mike Hoffmann      |
| 6            | 6             | 4:57  | Jakob         | Holger Handtke     |

### Staffel 2
Die zweite Staffel war ab 23. April 2019 online verfügbar.
| Nr. (gesamt) | Nr. (Staffel) | Länge | Episodentitel  | Gastrolle               |
| ------------ | ------------- | ----- | -------------- | ----------------------- |
| 7            | 1             | 6:11  | Frau Duckwitz  | Milena Dreißig          |
| 8            | 2             | 5:34  | Herr Kessler   | Sebastian Schwarz       |
| 9            | 3             | 4:42  | Jessica        | Camille Dombrowsky      |
| 10           | 4             | 4:53  | Herr Radke     | Rainer Reiners          |
| 11           | 5             | 3:45  | Herr Lahnstein | Mathias Harrebye-Brandt |
| 12           | 6             | 4:31  | Frau Balzer    | Adina Vetter            |

## Kritiken
Von Medien wurde hauptsächlich die Ankündigung der Serie rezipiert. Dabei wurde mehrfach hervorgehoben, dass Lammerts Leichen der erste „Spin off“ des Tatorts sei.
In seiner Kritik im Oberbayerischen Volksblatt verwies Rudolf Ogiermann auf einige Unterschiede zu den 90-minütigen Krimis und lobte die kompakt erzählten Geschichten:

„Keine leichte Kost für den Zuschauer, für den Ableger einer so auf Effekte getrimmten Krimireihe ist ‚Lammerts Leichen‘ ziemlich besinnlich, die Figuren sehr reflektiert – manchmal tönt es wie in einer süßlichen Krankenhausserie. Wer sich jedoch auf diesen unkonventionellen Leichenflüsterer und seine Abenteuer einlässt, kann aus fünf Minuten vielleicht mehr mitnehmen als aus eineinhalb Stunden Thrill.“